# 황해북도
황해북도(黃海北道)는 조선민주주의인민공화국 남중부에 있는 도이다. 1954년 10월 30일 황해도를 동서로 양분해 내륙인 동부지역이 황해북도가 되었다. 도청소재지는 사리원시(沙里院市)이다. 도당위원회 위원장은 량정훈, 인민위원회 위원장은 임훈이다.

## 개요
조선민주주의인민공화국 남중부에 위치하며, 북쪽으로 평양직할시·평안남도, 서쪽으로 황해남도·남포특별시, 동쪽으로 강원도, 남쪽으로 군사분계선을 경계로 대한민국의 경기도, 한강의 하구를 경계로 인천광역시 강화군과 접한다.

### 옛 경기도 지역 편입
군사분계선 이북의 옛 경기도 지역은 대부분 황해북도에 편입되어 있다.(옛 연천군 삭녕면은 강원도 편입)
- 1954년 10월 30일 : 도 설치 당시 황해도에 속하던 개풍군, 판문군, 장풍군이 황해북도의 관할이 되었다.
- 1960년 3월 : 장풍군도 개성직할시로 이관되었다.
- 2002년 11월 : 판문군이 폐지되었다.
- 2003년 6월 : 개성직할시의 장풍군과 개풍군이 황해북도로 편입되었다.
- 2003년 9월 : 개성직할시가 폐지되고 황해북도로 편입되었다.
- 2005년 9월 : 개풍군이 폐지되었다.
- 2019년 상반기 : 도(道)급인 개성특별시가 설치되면서 개성특급시가 분리되었다.
- 2023년 2월 : 장풍군도 개성특별시로 이관되었다.

### 평양직할시 지역 일부 편입
- 2010년 : 평양직할시에 속했던 중화군, 상원군, 강남군과 승호구역이 황해북도에 편입되었다.[3]
- 2011년 : 평양에서 편입된 지역 중 강남군만 평양직할시로 환원되었다.[4]

## 행정 구역

### 시
- 사리원시(沙里院市)[307,864명]
- 송림시(松林市)[128,831명]

### 군
- 곡산군(谷山郡)[120,693명]
- 금천군(金川郡)[68,216명]
- 린산군(麟山郡)[73,626명]
- 봉산군(鳳山郡)[124,745명]
- 상원군(祥原郡)[92,831명]
- 서흥군(瑞興郡)[100,887명]
- 수안군(遂安郡)[76,890명]
- 승호군(勝湖郡)[85,624명]
- 신계군(新溪郡)[78,573명]
- 신평군(新坪郡)[63,727명]
- 토산군(兎山郡)[62,727명]
- 평산군(平山郡)[123,646명]
- 황주군(黃州郡)[155,215명]
- 연산군(延山郡)[66,568명]
- 연탄군(燕灘郡)[73,032명]
- 은파군(銀波郡)[110,988명]
- 중화군(中和郡)[77,367명]

- 각 지역 옆의 인구는 2008년 북한의 인구조사를 출처로 한다.

## 교육

### 대학교
- 계응상농업대학 (Kye Ung Sang University)
- 사리원지질대학
- 사리원교원대학

## 같이 보기
- 황해남도
- 강원도 (북)